# Commerzbank
Commerzbank este a doua bancă din Germania ca mărime, după Deutsche Bank.
Având sediul în Frankfurt, banca are numeroase activități în interiorul țării și la nivel internațional, inclusiv în Asia sau America de Nord.

## Controverse
Timp de mai bine de un deceniu, Commerzbank a fost implicată în spălarea a sute de miliarde de dolari americani din Iran, Sudan și Myanmar, împotriva sancțiunilor americane. Commerzbank a acceptat să plătească amenzi de 1,5 miliarde de dolari și să concedieze mai mulți angajați pentru rolul lor în spălarea a 253 miliarde USD și pentru a ajuta compania japoneză Olympus Corporation să orchestreze frauda contabilă.